# تپه سراب یاس
تپه سراب یاس مربوط به دوران پیش از تاریخ ایران باستان است و در شهرستان خرم‌آباد، بخش مرکزی، روستای سراب یاس واقع شده و این اثر در تاریخ ۱۲ بهمن ۱۳۸۱ با شمارهٔ ثبت ۷۱۱۷ به‌عنوان یکی از آثار ملی ایران به ثبت رسیده است.